# Svetovno prvenstvo v hokeju na ledu 2007 - Divizija III
Divizija III Svetovnega prvenstva v hokeju na ledu 2007 se je odvila od 15. do 21. aprila 2007. Na turnirju je sodelovalo 6 reprezentanc. To je bil prvi nastop Mongolije na Svetovnih prvenstvih v hokeju na ledu. 
Tekme so igrali v dvorani Dundalk Ice Dome v Dundalku, Irska. 

### Sodelujoče države
1. Južna Afrika: Mesto v Diviziji III so si zagotovili s tem, ko so izpadli iz Skupine A Divizije II 2006.
2. Nova Zelandija: Mesto v Diviziji III so si zagotovili s tem, ko so izpadli iz Skupine B Divizije II 2006.
3. Armenija: Udeležbo so si zagotovili s tretjim mestom v Diviziji III 2006.
4. Irska: Udeležbo so si zagotovili s četrtim mestom v Diviziji III 2006.
5. Luksemburg: Udeležbo so si zagotovili s petim mestom v Diviziji III 2006.
6. Mongolija: premierni nastop

## Končna lestvica
| Reprezentanca  | OT     | Z      | ZPP    | PPP    | P      | GF     | GA     | TOČ    |
| -------------- | ------ | ------ | ------ | ------ | ------ | ------ | ------ | ------ |
| Nova Zelandija | 4      | 4      | 0      | 0      | 0      | 29     | 6      | 12     |
| Irska          | 4      | 2      | 1      | 0      | 1      | 20     | 8      | 8      |
| Luksemburg     | 4      | 2      | 0      | 1      | 1      | 21     | 15     | 7      |
| Južna Afrika   | 4      | 1      | 0      | 0      | 3      | 17     | 16     | 3      |
| Mongolija      | 4      | 0      | 0      | 0      | 4      | 3      | 45     | 0      |
| Armenija       | Izstop | Izstop | Izstop | Izstop | Izstop | Izstop | Izstop | Izstop |

### Rezultati
| Reprezentanca  | Južna Afrika | Nova Zelandija | Armenija | Irska    | Luksemburg | Mongolija |
| -------------- | ------------ | -------------- | -------- | -------- | ---------- | --------- |
| Južna Afrika   |              | 0-7            | /        | 1-3      | 2-5        | 14-1      |
| Nova Zelandija | 7-0          |                | /        | 4-2      | 8-3        | 10-1      |
| Armenija       | /            | /              |          | /        | /          | /         |
| Irska          | 3-1          | 2-4            | /        |          | 4-3 (OT)   | 11-0      |
| Luksemburg     | 5-2          | 3-8            | /        | 3-4 (OT) |            | 10-1      |
| Mongolija      | 1-14         | 1-10           | /        | 0-11     | 1-10       |           |

## Rezultati
| 15. april 2007 13:00 | Irska | 11–0 | Mongolija | Dundalk Ice Dome, Dundalk |

| Poročilo tekme      | Poročilo tekme | Poročilo tekme | Poročilo tekme | Poročilo tekme |
| ------------------- | -------------- | -------------- | -------------- | -------------- |
| Začetek: ni podatka |                |                |                |                |

| 15. april 2007 16:30 | Južna Afrika | 2–5 | Luksemburg | Dundalk Ice Dome, Dundalk |

| Poročilo tekme      | Poročilo tekme | Poročilo tekme | Poročilo tekme | Poročilo tekme |
| ------------------- | -------------- | -------------- | -------------- | -------------- |
| Začetek: ni podatka |                |                |                |                |

| 16. april 2007 16:30 | Luksemburg | 10–1 | Mongolija | Dundalk Ice Dome, Dundalk |

| Poročilo tekme      | Poročilo tekme | Poročilo tekme | Poročilo tekme | Poročilo tekme |
| ------------------- | -------------- | -------------- | -------------- | -------------- |
| Začetek: ni podatka |                |                |                |                |

| 16. april 2007 20:00 | Nova Zelandija | 4–2 | Irska | Dundalk Ice Dome, Dundalk |

| Poročilo tekme      | Poročilo tekme | Poročilo tekme | Poročilo tekme | Poročilo tekme |
| ------------------- | -------------- | -------------- | -------------- | -------------- |
| Začetek: ni podatka |                |                |                |                |

| 18. april 2007 13:00 | Mongolija | 1–14 | Južna Afrika | Dundalk Ice Dome, Dundalk |

| Poročilo tekme      | Poročilo tekme | Poročilo tekme | Poročilo tekme | Poročilo tekme |
| ------------------- | -------------- | -------------- | -------------- | -------------- |
| Začetek: ni podatka |                |                |                |                |

| 18. april 2007 20:00 | Luksemburg | 3–8 | Nova Zelandija | Dundalk Ice Dome, Dundalk |

| Poročilo tekme      | Poročilo tekme | Poročilo tekme | Poročilo tekme | Poročilo tekme |
| ------------------- | -------------- | -------------- | -------------- | -------------- |
| Začetek: ni podatka |                |                |                |                |

| 19. april 2007 13:00 | Mongolija | 1–10 | Nova Zelandija | Dundalk Ice Dome, Dundalk |

| Poročilo tekme      | Poročilo tekme | Poročilo tekme | Poročilo tekme | Poročilo tekme |
| ------------------- | -------------- | -------------- | -------------- | -------------- |
| Začetek: ni podatka |                |                |                |                |

| 19. april 2007 20:00 | Južna Afrika | 1–3 | Irska | Dundalk Ice Dome, Dundalk |

| Poročilo tekme      | Poročilo tekme | Poročilo tekme | Poročilo tekme | Poročilo tekme |
| ------------------- | -------------- | -------------- | -------------- | -------------- |
| Začetek: ni podatka |                |                |                |                |

| 21. april 2007 16:30 | Nova Zelandija | 7–0 | Južna Afrika | Dundalk Ice Dome, Dundalk |

| Poročilo tekme      | Poročilo tekme | Poročilo tekme | Poročilo tekme | Poročilo tekme |
| ------------------- | -------------- | -------------- | -------------- | -------------- |
| Začetek: ni podatka |                |                |                |                |

| 21. april 2007 20:00 | Irska | 4–3 (OT) | Luksemburg | Dundalk Ice Dome, Dundalk |

| Poročilo tekme      | Poročilo tekme | Poročilo tekme | Poročilo tekme | Poročilo tekme |
| ------------------- | -------------- | -------------- | -------------- | -------------- |
| Začetek: ni podatka |                |                |                |                |

## Vodilni igralci
| Igralec       | Država         | OT | G | P | TOČ | KM |
| ------------- | -------------- | -- | - | - | --- | -- |
| Braden Lee    | Nova Zelandija | 4  | 7 | 4 | 11  | 10 |
| Robert Beran  | Luksemburg     | 4  | 4 | 6 | 10  | 8  |
| Mark Morrison | Irska          | 4  | 6 | 3 | 9   | 12 |
| Brett Speirs  | Nova Zelandija | 4  | 4 | 5 | 9   | 6  |
| Laurie Horo   | Nova Zelandija | 4  | 3 | 6 | 9   | 4  |